# ماورو سيمونيتي
ماورو سيمونيتي (بالإيطالية: Mauro Simonetti)‏ مواليد 14 يوليو 1948 في ليفورنو، كان دراج إيطالي سابق في صنف سباق الدراجات على الطريق. سبق أن شارك في دورة الألعاب الأولمبية الصيفية وفاز بميدالية أولمبية.

## سجل النتائج

### سباقات أو مراحل فاز بها
- طواف فرنسا

## الميداليات
| الميدالية | المسابقة                       |
| --------- | ------------------------------ |
| برونزية   | الألعاب الأولمبية الصيفية 1968 |

## وصلات خارجية
- الموقع الرسمي

## روابط خارجية
- ماورو سيمونيتي على موقع أرشيف الدراجات (الإنجليزية)
- ماورو سيمونيتي على موقع إحصائيات الدراجات الإحترافية (الإنجليزية)
- ماورو سيمونيتي على موقع CycleBase (الإنجليزية)
- ماورو سيمونيتي على موقع أوليمبيديا (الإنجليزية)
- ماورو سيمونيتي على موقع اللجنة الأولمبية الإيطالية (الإيطالية)